# 革命児サパタ
『革命児サパタ』（かくめいじサパタ、Viva Zapata!）は、1952年に公開されたアメリカ合衆国の伝記ドラマ映画。監督はエリア・カザン、脚本はジョン・スタインベック。メキシコ革命で活躍した農民出身の革命家エミリアーノ・サパタの半生を描く。
エミリアーノ・サパタの兄ユーフェミオを演じたアンソニー・クインがアカデミー助演男優賞を獲得し、マーロン・ブランドは主演男優賞候補になった。他にも3つの賞の候補になっている。

## ストーリー
メキシコの農民エミリアーノ・サパタは亡命政治家のマデロと呼応して武装蜂起し、ディアス大統領を追放して革命の英雄となる。
陰謀を乗り越えた彼はやがて大統領となるが、革命の理想が失われたことに気づいて故郷に帰る。行動をともにしてきた兄・ユーフェミオは栄光を捨てることが気に入らずに農民を痛めつけて反感を買い、殺害されてしまう。革命に幻滅したサパタは妻とともに山に隠棲する。
やがて彼は仲間の裏切りにあい、おびき出され射殺されてしまうが、民衆の心の中に伝説として残ることになる。

## キャスト
※括弧内は日本語吹替（初回放送1969年10月26日『日曜洋画劇場』）
- マーロン・ブランド：エミリアーノ・サパタ（井川比佐志）
- ジーン・ピーターズ：ホセファ・サパタ（池田昌子）
- アンソニー・クイン：ユーフェミオ・サパタ（小松方正）
- ジョゼフ・ワイズマン：フェルナンド・アギーレ（家弓家正）
- アーノルド・モス：ドン・ナシオ
- アラン・リード：パンチョ・ビラ
- マーゴ：ソルダデラ
- ハロルド・ゴードン：フランシスコ・マデロ
- ルウ・ギルバート：パブロ・ゴメス
- フランク・シルヴェラ：ビクトリアーノ・ウエルタ
- フェイ・ループ：ポルフィリオ・ディアス

## ギャラリー

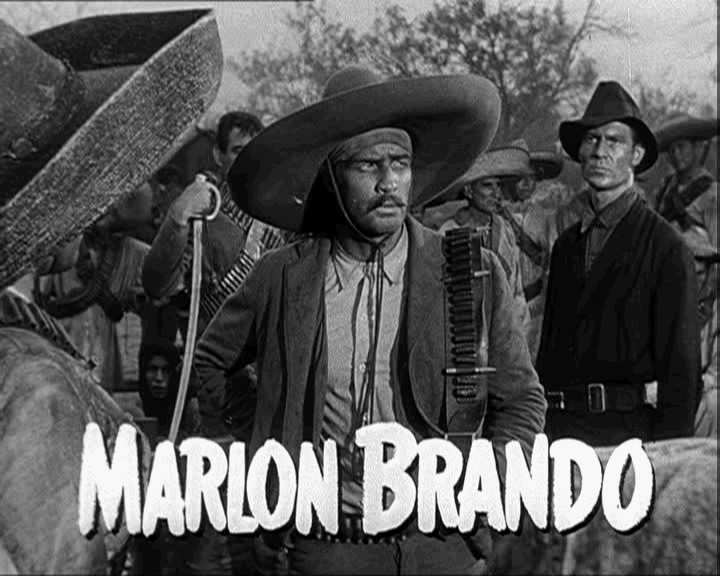
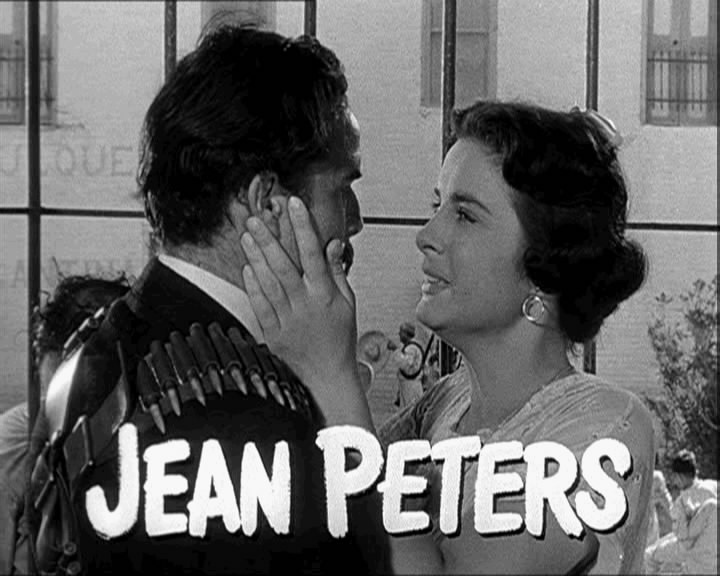
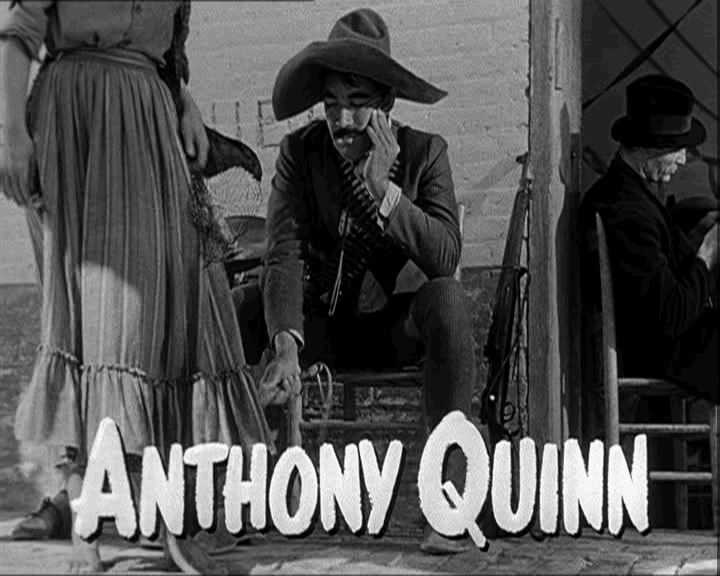
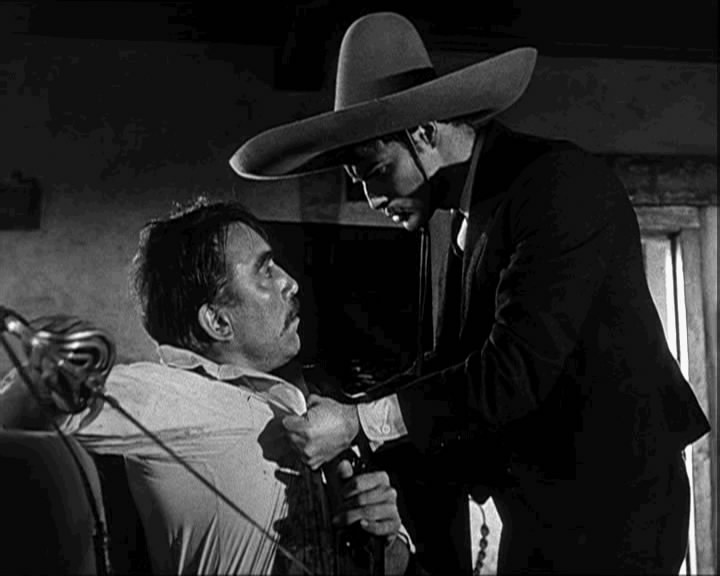
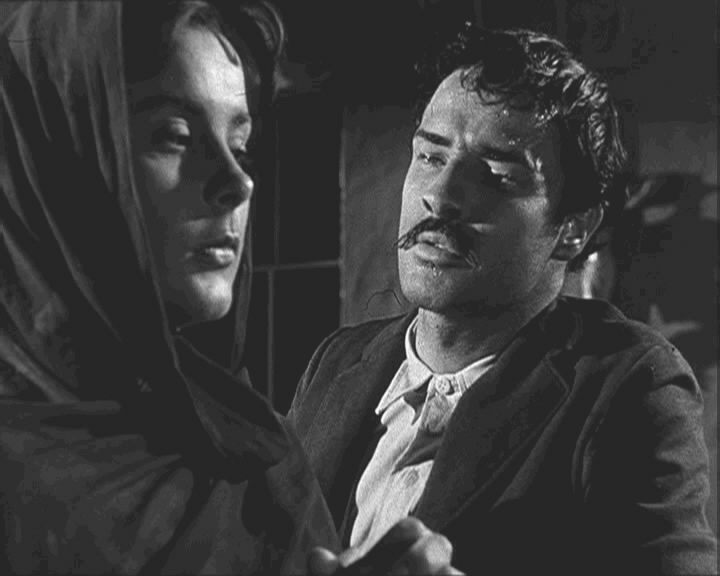

## スタッフ
- 監督：エリア・カザン
- 脚本：ジョン・スタインベック（エッジカム・ピンチョン (Edgecumb Pinchon) も協力しているが、名前を出していない）
- 撮影：ジョー・マクドナルド
- 編集：バーバラ・マクリーン
- 美術：ライル・ウィーラー
- 音楽：アレックス・ノース

日本語版
- 演出：有村昌記
- 制作：有村放送プロモーション

## 主な受賞歴

### アカデミー賞
受賞
アカデミー助演男優賞:アンソニー・クイン
ノミネート
アカデミー主演男優賞:マーロン・ブランド
アカデミー脚本賞:ジョン・スタインベック
アカデミー美術賞 (白黒部門):ライル・ウィーラー、リーランド・フラー、トーマス・リトル、クロード・カーペンター
アカデミー劇・喜劇映画音楽賞:アレックス・ノース

### 英国アカデミー賞
受賞
最優秀外国男優賞:マーロン・ブランド
ノミネート
総合作品賞

### ゴールデングローブ賞
ノミネート
助演女優賞:ミルドレッド・ダンノック

### カンヌ国際映画祭
受賞
男優賞:マーロン・ブランド